# Thomas Satterwhite Noble

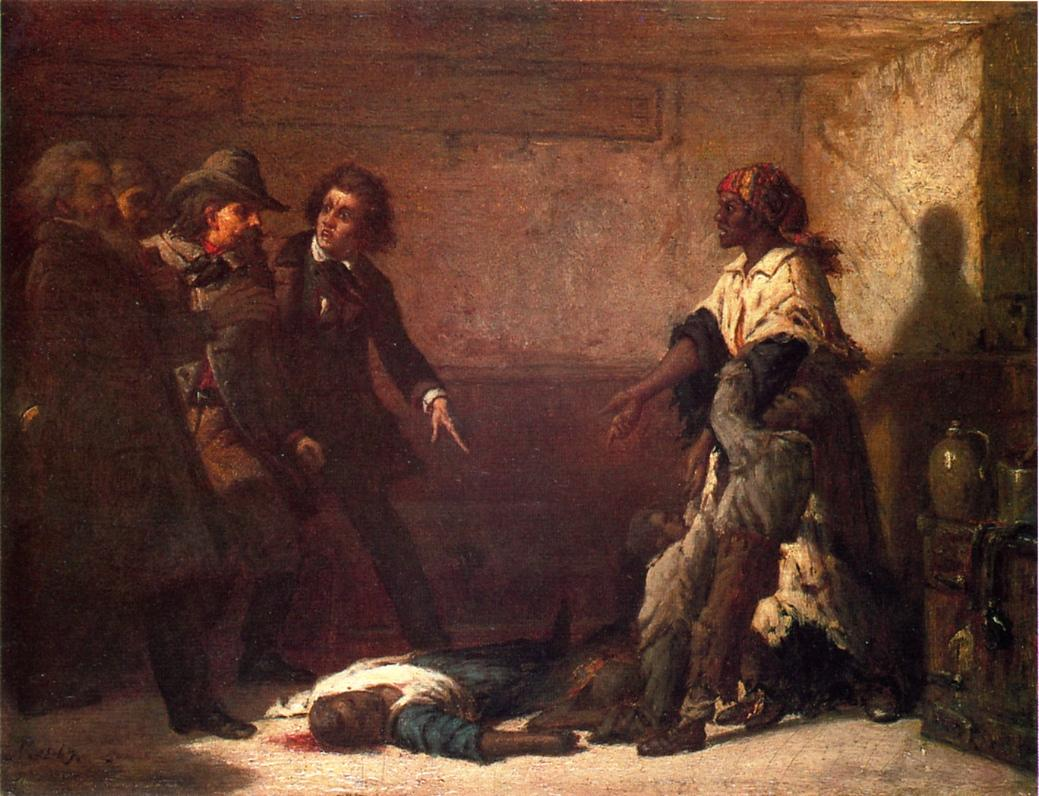
Margaret Garner (Współczesna Medea), 1867

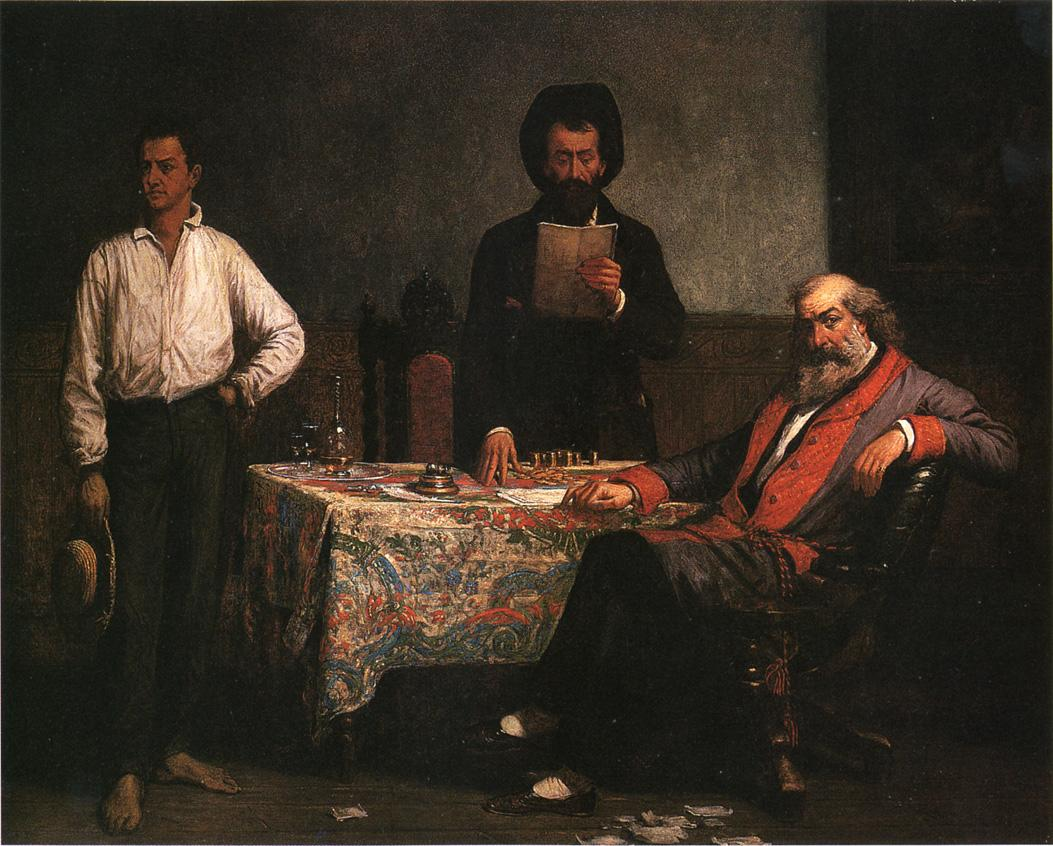
Cena krwi, 1868

Thomas Satterwhite Noble (ur. 25 maja 1835 w Lexington, zm. 27 kwietnia 1907 w Nowym Jorku) – amerykański malarz i pedagog.

## Życie
Urodził się i wychował na plantacji konopi i bawełny, gdzie był świadkiem niewolnictwa i handlu ludźmi. Jako chłopiec bawił się z dziećmi niewolników, słuchał ich pieśni i prawdopodobnie był świadkiem targu ludźmi, który odbywał się w pobliżu jego rodzinnego domu. Te wczesne doświadczenia miały znaczący wpływ na twórczość i poglądy dorosłego artysty. W 1846 rodzina Noble przeniosła się do Louisville, a 10 lat później do St. Louis.
Thomas Noble uczęszczał początkowo do Transylvania University w Lexington, studiował też malarstwo u portrecisty Samuela Woodsona Price, w latach 1856-1859 kontynuował naukę w Paryżu u Thomasa Couture. W czasie wojny secesyjnej, pomimo tego że był zdecydowanym przeciwnikiem niewolnictwa walczył w stopniu kapitana po stronie Konfederacji. W latach 1866–1869 prowadził samodzielną działalność artystyczną w Nowym Jorku. W 1869 został dyrektorem McMicken w School of Art w Cincinnati (obecnie Art Academy of Cincinnati) i piastował to stanowisko nieprzerwanie przez 35 lat. W latach 1881–1883 kontynuował studia artystyczne w Monachium. Zmarł w 1907, trzy lata po przejściu na emeryturę, pochowany został na Spring Grove Cemetery w Cincinnati.

## Twórczość
Artysta malował przede wszystkim sceny historyczne i wydarzenia współczesne. Znany jest szczególnie z obrazów potępiających niewolnictwo w Stanach Zjednoczonych, jego prace poruszały temat wolności, godności i praw człowieka. Najbardziej znanym obrazem jest Margaret Garner (Współczesna Medea) z 1867, malarz przedstawił dramatyczną scenę w której murzyńska niewolnica morduje własne dziecko. Inny obraz Cena krwi ilustruje sprzedaż młodego mężczyzny handlarzowi niewolników. Uważna analiza pozwala domniemywać, że to ojciec sprzedaje własnego syna, obaj są bardzo do siebie podobni, mimo że syn jest Mulatem urodzonym przez niewolnicę.